# Tippmix Budapest Grand Prix 2005
Il Tippmix Budapest Grand Prix 2005 è un torneo di tennis giocato sulla terra rossa. È la 10ª edizione dell'Hungarian Grand Prix, che fa parte della categoria Tier IV nell'ambito del WTA Tour 2005. Si gioca a Budapest in Ungheria, dal 25 al 31 luglio 2005.

## Campioni

### Singolare
Anna Smashnova ha battuto in finale  Catalina Castaño con il punteggio di 6–2, 6–2.

### Doppio
Émilie Loit /  Katarina Srebotnik hanno battuto in finale  Lourdes Domínguez Lino /  Marta Marrero con il punteggio di 6–1, 3–6, 6–2.